# Буляково (Шаранский район)
Буля́ково (баш. Бүләк) — деревня в Шаранском районе Республики Башкортостан Российской Федерации. Входит в состав Дмитриево-Полянского сельсовета.

## География

### Географическое положение
Находится на реке Сюнь. Расстояние до:
- районного центра (Шаран): 10 км,
- центра сельсовета (Дмитриева Поляна): 6 км,
- ближайшей ж/д станции (Туймазы): 45 км.

## История
Возникла в советское время. Обозначена на карте 1982 года как деревня с населением около 40 человек.
В 1989 году население — 25 человек (14 мужчин, 11 женщин).
В 2002 году — 13 человек (7 мужчин, 6 женщин), башкиры (84 %).
В 2010 году — 0 человек.

## Население
| 2002 | 2009 | 2010 |
| ---- | ---- | ---- |
| 13   | ↘2   | ↘0   |